# Quentovic

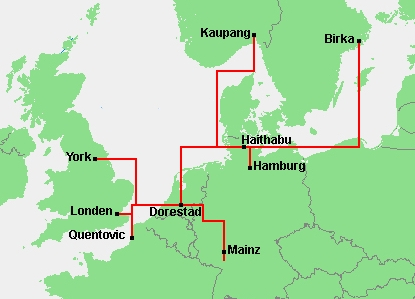
Quentovic y las rutas comerciales próximas

Quentovic fue un emporium o asentamiento comercial del norte de la Galia, existente desde el siglo VII hasta finales del IX. Estaba ubicado en la orilla sur del río Canche, no lejos de su desembocadura en el canal de la Mancha, y de la ciudad de Étaples (esto es, al norte de la actual Francia, en el departamento de Paso de Calais).
Aparece documentado hacia el año 670 y muy pronto es controlado por los francos, quienes instalan allí recaudadores de impuestos sobre las actividades comerciales. Hasta finales del siglo IX, Quentovic fue el principal centro de intercambios comerciales del ámbito carolingio con Britania.
Formaba parte de los nuevos establecimientos comerciales que aparecieron por esta época en la zona del mar del Norte y el Báltico, junto con Ribe, Hedeby, Dorestad, Birka y Hamwith.
Tuvo un carácter puramente comercial: no presenció ninguna fundación religiosa notable y duradera, ni estuvo jamás dotado de fortificaciones importantes.
El asentamiento deja de existir en tiempos de los ataques vikingos. Los Anales de San Bertín mencionan en su entrada para el año 842 un saqueo normando de Quentovic, en el curso del cual "no dejaron nada a excepción de algunos edificios respetados por su valor". Los normandos destruyeron el asentamiento definitivamente hacia el año 900, fecha luego de la cual Quentovic ya no es mencionado. Su rol de puerto para el comercio con Britania fue asumido por Montreuil, también situada sobre el río Canche, pero bastante más alejada de la costa.